# یواس‌اس ال‌اس‌تی-۶۶۱
یواس‌اس ال‌اس‌تی-۶۶۱ (به انگلیسی: USS LST-661) یک کشتی بود که طول آن ۳۲۸ فوت (۱۰۰ متر) بود. این کشتی در سال ۱۹۴۴ ساخته شد.